# Winning Days
Winning Days es el segundo álbum de estudio del grupo australiano de rock the Vines, siguiendo a su álbum de debut, Highly Evolved. Fue lanzado el 23 de marzo de 2004. El CD especial contiene el video musical del sencillo "Ride".

## Publicidad
"Ride" figuró en una serie de anuncios, incluyendo a estos, esta en la publicidad del iPod Apple, Nissan y American Chopper.

## Lista de canciones
1. "Ride" (2:36)
2. "Animal Machine" (3:28)
3. "TV Pro" (3:45)
4. "Autumn Shade II" (3:14)
5. "Evil Town" (3:06)
6. "Winning Days" (3:33)
7. "She's Got Something to Say to Me" (2:32)
8. "Rainfall" (3:21)
9. "Amnesia" (4:39)
10. "Sun Child" (4:33)
11. "F.T.W. (aka Fuck the World)" (3:41)

## Listas
| País           | Lista (2004)                   | Mejor posición |
| -------------- | ------------------------------ | -------------- |
| Australia      | Australian Album Charts        | 7              |
| Alemania       | Media Control Charts           | 47             |
| Austria        | Austrian Album Charts          | 40             |
| Bélgica        | Belgian Album Charts (Valonia) | 63             |
| Estados Unidos | Billboard 200                  | 23             |
| Francia        | French Album Charts            | 51             |
| Reino Unido    | UK Albums Chart                | 29             |
| Suiza          | Swiss Album Charts             | 77             |